# Lars Östman
Lars-Gustaf Östman, född 14 april 1944 i Karlstad, död 16 juli 2022, var en svensk ekonom och professor vid Handelshögskolan i Stockholm.

## Utbildning
Östman disputerade vid Handelshögskolan i Stockholm 1973 på doktorsavhandlingen Utveckling av ekonomiska rapporter: en empirisk studie med tonvikt på mottagaråsikter och utvecklingsförlopp i företag med datorbaserad redovisning och erhöll titeln ekonomie doktor (ekon.dr).

## Karriär
Östman var professor i företagsekonomi med särskild inriktning mot redovisning 1982–1992 och innehade Jan Wallanders professur i företagsekonomi med särskild inriktning mot redovisning och finansiering 1992–2004, båda vid Handelshögskolan i Stockholm.
Han verkade även som styrelseledamot och lekmannarevisor i flera större svenska börsnoterade företag, bland annat AB Astra och Gota Bank.
Östman författade ett stort antal böcker och artiklar om företagsekonomi. Han gav även ut Från byalagen till Leksands Stars, en bok om ishockeylaget Leksands IF.